# Michael Bisping
Michael Gavin Joseph Bisping, né le 28 février 1979 sur une base militaire britannique à Nicosie, est un pratiquant anglais d'arts martiaux mixtes. Après avoir été champion des poids mi-lourds du Cage Rage, du FX3 et du Cage Warriors, Bisping a remporté la troisième édition de l'émission The Ultimate Fighter. Il évolue ensuite au sein de la division des poids moyens de l'Ultimate Fighting Championship (UFC).

## Parcours en arts martiaux mixtes

### Ultimate Fighting Championship
Michael Bisping devait de nouveau se retrouver dans un événement en Angleterre, cette fois-ci face à Mark Muñoz, le 26 octobre 2013.
Cependant, à un mois de l'échéance, une blessure à l'œil le force à annuler sa participation à l'UFC Fight Night 30 et est alors remplacé par Lyoto Machida.
Il fait finalement son retour dans l'Octogone le 16 avril 2014 face à Tim Kennedy en vedette de l'événement final de la compétition TUF Nations.
Contrôlé au sol à plusieurs reprises durant les cinq rounds du combat, il perd le match par décision unanime.

## Palmarès

### Distinctions
- Ultimate Fighting Championship
  - Vainqueur de l'Ultimate Fighter 3
  - Premier non-américain à remporter l'Ultimate Fighter
  - Champion des poids moyens de l'UFC (2016)
  - Combat de la soirée (cinq fois)
  - Performance de la soirée (deux fois)
- Cage Rage Championship
  - Champion poids lourds-légers de la CRC
- Cage Warriors Fighting Championship
  - Champion poids lourds-légers de la CWFC
- FX3
  - Champion poids lourds-légers de la FX3
- World MMA Awards
  - Meilleur combattant international 2008 et 2012

### Palmarès en arts martiaux mixtes
| 39 combats     | 30 victoires | 9 défaites |
| Par KO         | 16           | 3          |
| Par soumission | 4            | 2          |
| Sur décision   | 10           | 4          |

| Résultat | Record | Adversaire        | Méthode                                         | Événement                                                 | Date              | Round | Temps | Lieu                              | Notes                                                                  |
| -------- | ------ | ----------------- | ----------------------------------------------- | --------------------------------------------------------- | ----------------- | ----- | ----- | --------------------------------- | ---------------------------------------------------------------------- |
| Défaite  | 30-9   | Kelvin Gastelum   | KO (coups de poing)                             | UFC Fight Night: Bisping vs. Gastelum                     | 25 novembre 2017  | 1     | 2:33  | Shanghaï, Chine                   | Dernier combat de Bisping avant son départ à la retraite.              |
| Défaite  | 30-8   | Georges St-Pierre | Soumission (étranglement arrière)               | UFC 217: Bisping vs. St-Pierre                            | 4 novembre 2017   | 3     | 4:23  | New York, New York, États-Unis    | Perd le titre des poids moyens de l'UFC.                               |
| Victoire | 30-7   | Dan Henderson     | Décision unanime                                | UFC 204: Bisping vs. Henderson II                         | 8 octobre 2016    | 5     | 5:00  | Manchester, Angleterre            | Défend le titre des poids moyens de l'UFC. Combat de la soirée.        |
| Victoire | 29-7   | Luke Rockhold     | KO (coups de poing)                             | UFC 199: Rockhold vs. Bisping II                          | 4 juin 2016       | 1     | 3:36  | Inglewood, Californie, États-Unis | Remporte le titre des poids moyens de l'UFC. Performance de la soirée. |
| Victoire | 28-7   | Anderson Silva    | Décision unanime                                | UFC Fight Night: Silva vs. Bisping                        | 27 février 2016   | 5     | 5:00  | Londres, Angleterre               |                                                                        |
| Victoire | 27-7   | Thales Leites     | Décision partagée                               | UFC Fight Night: Bisping vs. Leites                       | 18 juillet 2015   | 5     | 5:00  | Glasgow, Écosse                   |                                                                        |
| Victoire | 26-7   | C.B. Dollaway     | Décision unanime                                | UFC 186: Johnson vs. Horiguchi                            | 25 avril 2015     | 3     | 5:00  | Montréal, Québec, Canada          |                                                                        |
| Défaite  | 25-7   | Luke Rockhold     | Soumission (étranglement en guillotine)         | UFC Fight Night: Rockhold vs. Bisping                     | 7 novembre 2014   | 2     | 0:57  | Sydney, Australie                 |                                                                        |
| Victoire | 25-6   | Cung Le           | TKO (coup de genou et coups de poing)           | UFC Fight Night: Bisping vs. Le                           | 23 août 2014      | 4     | 4:02  | Macao, Chine                      | Performance de la soirée                                               |
| Défaite  | 24-6   | Tim Kennedy       | Décision unanime                                | The Ultimate Fighter Nations Finale: Bisping vs. Kennedy  | 16 avril 2014     | 5     | 5:00  | Québec, Québec, Canada            |                                                                        |
| Victoire | 24-5   | Alan Belcher      | Décision technique unanime                      | UFC 159: Jones vs. Sonnen                                 | 27 avril 2013     | 3     | 4:29  | Newark, New Jersey, États-Unis    | Match arrêté prématurément à cause d'un doigt dans l’œil de Belcher.   |
| Défaite  | 23-5   | Vitor Belfort     | TKO (coup de pied à la tête et coups de poing)  | UFC on FX: Belfort vs. Bisping                            | 19 janvier 2013   | 2     | 1:27  | São Paulo, Brésil                 |                                                                        |
| Victoire | 23-4   | Brian Stann       | Décision unanime                                | UFC 152: Jones vs. Belfort                                | 22 septembre 2012 | 3     | 5:00  | Toronto, Ontario, Canada          |                                                                        |
| Défaite  | 22-4   | Chael Sonnen      | Décision unanime                                | UFC on Fox: Evans vs. Davis                               | 28 janvier 2012   | 3     | 5:00  | Chicago, Illinois, États-Unis     |                                                                        |
| Victoire | 22-3   | Jason Miller      | TKO (coups de genou au corps et coups de poing) | The Ultimate Fighter: Team Bisping vs. Team Miller Finale | 3 décembre 2011   | 3     | 3:34  | Las Vegas, Nevada, États-Unis     |                                                                        |
| Victoire | 21-3   | Jorge Rivera      | TKO (coups de poing)                            | UFC 127: Penn vs. Fitch                                   | 27 février 2011   | 2     | 1:54  | Sydney, Australie                 |                                                                        |
| Victoire | 20-3   | Yoshihiro Akiyama | Décision unanime                                | UFC 120: Bisping vs. Akiyama                              | 16 octobre 2010   | 3     | 5:00  | Londres, Angleterre               | Combat de la soirée                                                    |
| Victoire | 19-3   | Dan Miller        | Décision unanime                                | UFC 114: Rampage vs. Evans                                | 29 mai 2010       | 3     | 5:00  | Las Vegas, Nevada, États-Unis     |                                                                        |
| Défaite  | 18-3   | Wanderlei Silva   | Décision unanime                                | UFC 110: Nogueira vs. Velasquez                           | 20 février 2010   | 3     | 5:00  | Sydney, Australie                 |                                                                        |
| Victoire | 18-2   | Denis Kang        | TKO (coups de poing)                            | UFC 105: Couture vs. Vera                                 | 14 novembre 2009  | 2     | 4:24  | Manchester, Angleterre            | Combat de la soirée                                                    |
| Défaite  | 17-2   | Dan Henderson     | KO (coup de poing)                              | UFC 100                                                   | 11 juillet 2009   | 2     | 3:20  | Las Vegas, Nevada, États-Unis     |                                                                        |
| Victoire | 17-1   | Chris Leben       | Décision unanime                                | UFC 89: Bisping vs. Leben                                 | 18 octobre 2008   | 3     | 5:00  | Birmingham, Angleterre            | Chris Leben est testé positif aux stéroïdes après le combat.           |
| Victoire | 16-1   | Jason Day         | TKO (coups de poing)                            | UFC 85: Bedlam                                            | 7 juin 2008       | 1     | 3:42  | Londres, Angleterre               |                                                                        |
| Victoire | 15-1   | Charles McCarthy  | TKO (blessure au bras)                          | UFC 83: Serra vs. St-Pierre II                            | 19 avril 2008     | 1     | 5:00  | Montréal, Québec, Canada          | Début en poids moyen.                                                  |
| Défaite  | 14-1   | Rashad Evans      | Décision partagée                               | UFC 78: Validation                                        | 17 novembre 2007  | 3     | 5:00  | Newark, New Jersey, États-Unis    |                                                                        |
| Victoire | 14-0   | Matt Hamill       | Décision partagée                               | UFC 75: Champion vs. Champion                             | 8 septembre 2007  | 3     | 5:00  | Londres, Angleterre               |                                                                        |
| Victoire | 13-0   | Elvis Sinosic     | TKO (coups de poing)                            | UFC 70: Nations Collide                                   | 21 avril 2007     | 2     | 1:40  | Manchester, Angleterre            | Combat de la soirée                                                    |
| Victoire | 12-0   | Eric Schafer      | TKO (coups de poing)                            | UFC 66: Liddell vs Ortiz                                  | 30 décembre 2006  | 1     | 4:24  | Las Vegas, Nevada, États-Unis     |                                                                        |
| Victoire | 11-0   | Josh Haynes       | TKO (coups de poing)                            | The Ultimate Fighter: Team Ortiz vs. Team Shamrock Finale | 24 juin 2006      | 2     | 4:14  | Las Vegas, Nevada, États-Unis     | Remporte la compétition des poids mi-lourds.                           |
| Victoire | 10-0   | Ross Pointon      | Soumission (clé de bras)                        | CWFC: Strike Force 4                                      | 26 novembre 2005  | 1     | 2:00  | Coventry, Angleterre              |                                                                        |
| Victoire | 9-0    | Jakob Lovstad     | Soumission (frappes)                            | CWFC: Strike Force 3                                      | 1er octobre 2005  | 1     | 1:10  | Coventry, Angleterre              |                                                                        |
| Victoire | 8-0    | Miika Mehmet      | TKO (arrêt du coin)                             | CWFC: Strike Force 2                                      | 16 juillet 2005   | 1     | 3:01  | Coventry, Angleterre              |                                                                        |
| Victoire | 7-0    | Alex Cook         | Soumission (étranglement)                       | FX3: Xplosion                                             | 18 juin 2005      | 1     | 3:21  | Reading, Angleterre               | Remporte le titre des poids mi-lourds du FX3.                          |
| Victoire | 6-0    | Dave Radford      | TKO                                             | CWFC: Ultimate Force                                      | 30 avril 2005     | 1     | 2:46  | Sheffield, Angleterre             |                                                                        |
| Victoire | 5-0    | Mark Epstein      | KO (coup de poing)                              | Cage Rage 9: No Mercy                                     | 27 novembre 2004  | 3     | 4:43  | Londres, Angleterre               |                                                                        |
| Victoire | 4-0    | Andy Bridges      | KO                                              | P & G 3: Glory Days                                       | 7 août 2004       | 1     | 0:45  | Newcastle, Angleterre             |                                                                        |
| Victoire | 3-0    | Mark Epstein      | TKO (coups de poing et coups de genou)          | Cage Rage 7: Battle of Britain                            | 10 juillet 2004   | 2     | 1:27  | Londres, Angleterre               | Remporte le titre des poids mi-lourds du Cage Rage.                    |
| Victoire | 2-0    | John Weir         | TKO (coups de poing)                            | UKMMAC 7: Rage & Fury                                     | 30 mai 2004       | 1     | 0:50  | Essex, Angleterre                 |                                                                        |
| Victoire | 1-0    | Steve Mathews     | Soumission (clé de bras)                        | P & G 2: Battle of the Ages                               | 10 avril 2004     | 1     | 0:38  | Newcastle, Angleterre             |                                                                        |

## Filmographie
- 2010 : Beatdown de Mike Gunther : Drake
- 2014 : The Anomaly de Noel Clarke : Sergio
- 2014 : Plastic de Julian Gilbey : Kasper
- 2015 : Strike Back (Strike Back IV Legacy 1/10 Thaïlande 1re partie) : Aaron
- 2017 : xXx : Reactivated (xXx: The Return of Xander Cage) de D. J. Caruso : Hawk
- 2017 : Twin Peaks (saison 3, épisode 1) de David Lynch : Le garde
- 2018 : Criminal Squad (Den of Thieves) de Christian Gudegast : Connor
- 2019 : Triple Threat de Jesse V. Johnson : Joey
- 2025 : Criminal Squad : Pantera (Den of Thieves 2: Pantera) de Christian Gudegast : Connor
- 2025 : Y a-t-il un flic pour sauver le monde ? (The Naked Gun) de Akiva Schaffer : lui-même
- 2025 : Red Sonja de M. J. Bassett : Hawk